# Mr. Bad Guy
Mr. Bad Guy (engl. für: „Herr Bösewicht“) ist das erste Soloalbum von Freddie Mercury, dem Sänger der britischen Rockgruppe Queen. Es stammt aus dem Jahre 1985. Die Produktion eines Soloalbums war ihm auch deshalb möglich geworden, weil Queen in dieser Zeit nicht an einem neuen Album arbeitete. Das Album enthält insgesamt elf Songs, die Mercury selbst schrieb.

## Das Album
Mr. Bad Guy knüpfte zwar nicht an die Popularität der Queen-Alben an, schaffte es aber bis auf Platz sechs der britischen Album-Charts. Ursprünglich wollte Freddie Mercury das Album nach dem zweiten Song des Albums, Made in Heaven, benennen. Wenige Wochen vor der Pressung entschied er sich für Mr. Bad Guy.
Freddie Mercury widmete das Album folgendermaßen: „...to my cat Jerry – also Tom, Oscar and Tiffany and all the cat lovers across the universe – screw everybody else!“ („… für meine Katze Jerry – auch Tom, Oscar und Tiffany und alle Katzenliebhaber im ganzen Universum – vergesst alle anderen!“)
Die ursprüngliche Fassung des Stücks Man Made Paradise war 1983 von Queen bei Aufnahmen für ihr Album The Works entstanden. Von There Must Be More to Life Than This gibt es sowohl eine Queen-Version als auch ein gemeinsames Demo von Mercury am Klavier mit Michael Jackson als Sänger. Diese drei Demoaufnahmen waren vor Mercurys Albumfassungen entstanden und wurden bisher nicht offiziell veröffentlicht.
Der Videoclip zum Song Living on my own wurde im September 1985 gedreht während der Feier zum 39. Geburtstag von Freddie Mercury im Club Old Mrs. Henderson (seit Herbst 2008 Paradiso Tanzbar) in München, wo Mercury von 1979 bis 1985 lebte. Die Geburtstagsfeier fand unter der Überschrift „A Black and White Drag Ball“ statt. Wegen der grell kostümierten Homosexuellen und Transvestiten, die in dem Videoclip eine dekadente rauschende Party feiern, weigerte sich die britische Medienanstalt BBC lange, das Musikvideo auf ihren Kanälen auszustrahlen.
Der Song Love me like there's no tomorrow lehnt sich an den deutschen Schlager Küß’ mich als gäb’s kein Morgen von Schauspielerin Barbara Valentin an, die im gleichnamigen Spielfilm von 1961 die Hauptrolle spielt und in den 1980er Jahren zusammen mit Freddie Mercury in München wohnte.
Einen umfassenden Einblick in die Entstehungsgeschichte von Mr. Bad Guy bietet das im Jahr 2000 erschienene Box-Set Freddie Mercury – The Solo Collection. Die zehn CDs und zwei DVDs beinhalten unter anderem Instrumentalfassungen, sämtliche 12 „Extended Versions“ und insbesondere mehr als 20 bis dahin unveröffentlichte Demos aus den Aufnahmesessions für das Album.
Die Songs Made in Heaven sowie I Was Born to Love You befinden sich in einer posthum überarbeiteten Version auch auf dem 1995 erschienenen Queen-Album Made in Heaven. Die Queen-Version von I Was Born to Love You kam an die Spitze der japanischen Charts.
Die CD-Ausgaben von Mr. Bad Guy aus dem Jahre 1985 sind sehr gesucht und entsprechend wertvoll. Das Album ist seit ungefähr Ende der achtziger Jahre vergriffen und wurde seither als Einzelalbum nicht mehr aufgelegt. Seit dem Jahr 2000 ist es im Box-Set The Solo Collection beziehungsweise Solo erhältlich.
Seit dem 11. Oktober 2019 ist das Album wieder als  Special Edition CD und Vinyl offiziell erhältlich.

## Titelliste
1. Let’s Turn It On – 3:39
2. Made in Heaven – 4:02
3. I Was Born to Love You – 3:36
4. Foolin’ Around – 3:26
5. Your Kind of Lover – 3:31
6. Mr. Bad Guy – 4:10
7. Man Made Paradise – 4:07
8. There Must Be More to Life Than This – 2:56
9. Living on My Own – 3:21
10. My Love Is Dangerous – 3:38
11. Love Me Like There’s No Tomorrow – 3:44

Die britischen, französischen und japanischen CD-Ausgaben enthalten als Bonus-Tracks die drei „Extended Versions“ von Let’s Turn It On, I Was Born to Love You und Living on My Own.
Die Songs Stop All the Fighting und She Blows Hot and Cold erschienen als B-Seite der Singles I Was Born to Love You beziehungsweise Made in Heaven. Sämtliche Lieder schrieb Freddie Mercury.

## Singleveröffentlichungen
- I Was Born to Love You (9. April 1985); B-Seite: Stop All the Fighting
- Made in Heaven (1. Juli 1985); B-Seite: She Blows Hot and Cold
- Living on My Own (2. September 1985). Das Video zur Single wurde an Mercurys 39. Geburtstag im Münchner Club Old Mrs. Henderson gedreht.[7]
- Love Me Like There’s No Tomorrow (18. November 1985; nur in Großbritannien erschienen)

- 1993 wurde der Song Living on My Own, von dem auch eine frühe Version mit etwas anderem Text existiert („Always on My Own“), als Remix (von den „No More Brothers“) veröffentlicht und erreichte als einzige seiner Solo-Singles zwei Jahre nach Mercurys Tod die Spitze der britischen Charts.

## Weitere Mitwirkende
Besetzung:
- Mack und Stephan Wissnet – Fairlight CMI, „drum programmes“
- Mack, assistiert von Stephan Wissnet – Toningenieure

Cover-Design:
- The Artful Dodger – Design
- A. Sawa – Fotografien

## Kritiken in den Medien
Record Mirror (Großbritannien), 1985: „Freddie has produced a diverse album filled with dextrous tunes that are infinitely more pleasurable than the last 17 Queen albums.“
Sounds (Großbritannien), 1985: „This album is nothing more than a wimpy work-out of soft rock and dated disco.“
All Music Guide (USA), von Ed Rivadavia: „[…] however, the frontman still does a commendable job of stretching into uncharted territory. The synthesizers of ‘Let’s Turn It On’ announce that Queen’s typical guitar heaviness will be conspicuously absent throughout the album, while extravagance will be at an all-time high. ‘I Was Born to Love You,’ the album’s leadoff single, elevates ‘70s disco and ‘80s dance influences to a level of blatant pop silliness that Queen would never dare approach. Mercury also combines his acoustic piano playing with synthesizer-driven backing tracks for the beautifully dramatic ‘Made in Heaven’ […]. The singer’s talent for complex and original arrangements also yields multifaceted pieces like ‘Man Made Paradise,’ […] make this an outstanding record from start to finish.“

## Chartplatzierungen
|      |                                             | UK       | AT       | CH       | DE   | US   |
| ---- | ------------------------------------------- | -------- | -------- | -------- | ---- | ---- |
|      | Album                                       |          |          |          |      |      |
| 1985 | Mr. Bad Guy                                 | 6 (23 W) | 23 (4 W) | 14 (6 W) | 11   | –    |
|      | Singles                                     |          |          |          |      |      |
| 1985 | I Was Born to Love You                      | 11       | 20       | 24       | 17   | –    |
| 1985 | Made in Heaven                              | 57       | –        | –        | 60   | n.v. |
| 1985 | Living on My Own                            | 50       | –        | –        | –    | 85   |
| 1985 | Love Me Like There’s No Tomorrow            | 76       | n.v.     | n.v.     | n.v. | n.v. |
|      | posthume Single                             |          |          |          |      |      |
| 1993 | Living on My Own (‚No More Brothers‘ Remix) | 1        | 2        | 2        | 2    | –    |

## Übersicht einzelner Liedversionen
Die folgende Übersicht umfasst sämtliche offiziell veröffentlichten Songfassungen aus den Aufnahmesessions für Mr. Bad Guy, entstanden in den Jahren 1984 und 1985. Posthume Remixe sind nicht berücksichtigt.
| Foolin’ Around - Album Version - Early Version * - Original 1985 Unreleased 12″ Mix * - Instrumental * Gazelle - Demo * God Is Heavy - Demo * I Was Born to Love You - Album Version - Original 1985 Extended Version - Vocal & Piano Version * Let’s Turn It On - Album Version - Original 1985 Extended Version - A Cappella * Living on My Own - Album Version - Original 1985 Extended Version - Hybrid Edit: Early/Later Versions * Love Makin’ Love - Demo * Love Me Like There’s No Tomorrow - Album Version - Original 1985 Extended Version - Instrumental * - Early Version * - 2nd Early Version: Extract * - 3rd Early Version * - Live Take * Made in Heaven - Album Version - Original 1985 Single Version - Original 1985 Extended Version - Instrumental * - Alternative Version * | Man Made Paradise - Album Version Money Can’t Buy Happiness - Demo * Mr. Bad Guy - Album Version - Instrumental * - Orchestra Out-takes * - Early Version * - Bad Circulation Version My Love Is Dangerous - Album Version - Original 1985 Extended Version - Early Version * New York - Demo * She Blows Hot & Cold - 1985 Non-album B-side - 1985 Non-album B-side Extended Version - Alternative Version featuring Brian May * Stop All the Fighting - 1985 Non-album B-side - 1985 Non-album B-side Extended Version There Must Be More to Life Than This - Album Version - Instrumental * - Piano Out-takes * Your Kind of Lover - Album Version - Early Version * - Vocal & Piano Version * |

Abgesehen von zwei Ausnahmen (die Single-Fassung von Made in Heaven sowie die „Bad Circulation Version“ von Mr. Bad Guy) beinhaltet das im Jahr 2000 erschienene Box-Set ‚The Solo Collection‘ alle oben genannten Tracks. Die mit * gekennzeichneten Versionen wurden darin erstmals veröffentlicht. Die „Bad Circulation Version“ von Mr. Bad Guy ist auf der zweiten CD der 2006 herausgebrachten Compilation ‚Lover of Life, Singer of Songs – The Very Best of Freddie Mercury Solo‘ enthalten.